# 内藤隆時
内藤 隆時（ないとう たかとき）は、戦国時代の武将。大内氏家臣。父は内藤興盛。母は内藤弘矩の娘。子に陶晴賢正室と内藤隆世がいる。

## 生涯
長門国守護代を務める大内氏重臣・内藤興盛の嫡男（長男）として生まれ、大内義隆に仕える。
石見国の国人・益田宗兼の娘を正室に迎え、天文5年（1536年）に嫡男の隆世が生まれる。なお、それ以前に陶晴賢の正室となる長女も生まれている。
天文10年（1541年）12月19日に死去。嫡男の隆世が後を継いだ。

## 系譜
- 父：内藤興盛（1495-1554） - 内藤氏当主。長門国守護代。
- 母：内藤弘矩の娘
- 正室：益田宗兼の娘
  - 長女：陶晴賢正室
  - 長男：内藤隆世（1536-1557） - 内藤氏当主。